# Monika Wagner (Kunsthistorikerin)
Monika Wagner (* 1944 in Herborn Hessen) ist eine deutsche Kunsthistorikerin und emeritierte Hochschullehrerin.

## Werdegang
Monika Wagner studierte zunächst Malerei an der Kunsthochschule Kassel, anschließend Kunstgeschichte, Literaturwissenschaften und Archäologie in Hamburg und London. 1977 wurde sie in Hamburg promoviert und war anschließend wissenschaftliche Assistentin an der Universität Tübingen, wo sie sich 1986 habilitierte. Von 1987 bis 2009 lehrte sie Kunstgeschichte an der Universität Hamburg und leitete das Funkkolleg Moderne Kunst. Seit 2005 ist sie Mitglied der Akademie der Wissenschaften in Hamburg.
Fellowships führten sie u. a. an das Wissenschaftskolleg zu Berlin, das Getty Research Center in Los Angeles und das IFK in Wien.
Ihre Arbeitsschwerpunkte betreffen die Kunst vom 18. Jahrhundert bis in die Gegenwart, die Geschichte und Theorie der Wahrnehmung und insbesondere die Semantik künstlerischer Materialien.

## Veröffentlichungen (Auswahl)
- Die Industrielandschaft in der englischen Malerei und Grafik 1770–1830. (Diss. Hamburg 1977), Peter Lang, Frankfurt am Main u. a. 1979, ISBN 3-8204-6338-0.
- Als Herausgeberin mit Peter Märker: Mit dem Auge des Touristen – Zur Geschichte des Reisebildes. Ausst.-Kat. der Universität Tübingen Nr. 14, Tübingen 1981.
- Allegorie und Geschichte. Ausstattungsprogramme öffentlicher Gebäude des 19. Jahrhunderts in Deutschland. (Habilitationsschrift Tübingen 1986), Ernst Wasmuth, Tübingen 1989, ISBN 3-8030-1908-7.
- Als Herausgeberin in Verbindung mit Franz Verspohl und Hubertus Gassner: Moderne Kunst. Das Funkkolleg zum Verständnis der Gegenwartskunst. (rowohls enzyklopädie), 2 Bde., Rowohlt Taschenbuch Verlag, Reinbek bei Hamburg 1991, ISBN 3-499-55516-6.
- Als Herausgeberin mit Sigrid Schade und Sigrid Weigel: Allegorien und Geschlechterdifferenz. Böhlau Verlag, Köln, Weimar, Wien 1994, ISBN 3-412-02693-X.
- Sack und Asche. Materialgeschichten aus der Hamburger Kunsthalle. Cantz’sche Druckerei, Ostfildern 1997, ISBN 3-922909-24-8.
- Das Material der Kunst. Eine andere Geschichte der Moderne. C. H. Beck, München 2001, ISBN 3-406-47218-4.
- Als Herausgeberin mit Dietmar Rübel und Sebastian Hackenschmidt: Lexikon des künstlerischen Materials. Werkstoffe der modernen Kunst von Abfall bis Zinn. C. H. Beck, München 2002, ISBN 3-406-49401-3.
- Als Herausgeberin mit Dietmar Rübel: Material in Kunst und Alltag. (= Hamburger Forschungen zur Kunstgeschichte I). Dietrich Reimer Verlag, Berlin 2002, ISBN 3-05-003694-X.
- Als Herausgeberin mit Dietmar Rübel und Vera Wolff: Materialästhetik. Quellentexte zu Kunst, Design und Architektur. Dietrich Reimer Verlag, Berlin 2005, ISBN 3-496-01335-4.
- Als Herausgeberin mit Michael Diers:.Topos Atelier. Werkstatt und Wissensform. (= Hamburger Forschungen zur Kunstgeschichte. VII). Berlin 2010, Dietrich Reimer Verlag, Berlin 2018, ISBN 978-3-05-004643-3.
- William Turner. C. H. Beck, München 2011, ISBN 978-3-406-61275-6.
- Als Herausgeberin mit Helmut Lethen: Schwarz-Weiß als Evidenz. Campus Verlag, Frankfurt, New York 2015, ISBN 978-3-593-50302-8.
- Als Herausgeberin mit Michael Friedrich: Steine. Kulturelle Praktiken des Materialtransfers. De Gruyter, Berlin, Boston 2017, ISBN 978-3-11-047406-0.
- Marmor und Asphalt. Soziale Oberflächen im Berlin des 20. Jahrhunderts. Klaus Wagenbach, Berlin 2018.
- Kunstgeschichte in Schwarz-Weiss. Reproduktionstechnik und Methode. Wallstein Verlag, Göttingen 2022, ISBN 978-3-8353-5308-4.
- On the Afterlife of Things in Artworks: Doris Salcedo’s Atrabiliarios and Other Contact Relics. (= 21st Horst Gerson Lecture), Horst Gerson lecture Foundation, Groningen 2023, ISBN 978-90-821290-4-5.